# Aleksandrs Jurkjans
Aleksandrs Jurkjans (ur. 1 września 1995) – łotewski zapaśnik walczący w stylu klasycznym. Zajął jedenaste miejsce na mistrzostwach świata w 2022 roku.
Brązowy medalista mistrzostw Europy w 2021, a także mistrzostw nordyckich w 2017 roku.